# Alma-folyó (Ukrajna)
Az Alma (ukránul: Альма) folyó Ukrajnában, a Krím félszigeten. A folyó neve a tatár alma (amely magyarul is alma) szóból ered, a folyó alsó folyásán található sok almafa alapján. A Krím félsziget második legnagyobb folyója.
A Krími-hegységben, a Babugan-jajla (krími tatár nyelven Babuğan Yayla) hegy északi oldalában ered. Szevasztopol és Jevpatorija között, a Kalamita-öbölben ömlik a Fekete-tengerbe. Hossza 84 km, vízgyűjtő területe 635 km². Átlagos vízhozama 1,3 m³/s. Átlagos esése 7,3 m/km, az esés a felső folyáson eléri a 23 m/km-t. Felső folyásán a folyó hegyvidéki, alsó folyásán síkvidéki jellegű.
Legnagyobb mellékfolyója a 18 km hosszúságú Bodrak-folyó. A folyó mentén több víztározó található. Az Alminszkei-víztározót 1924-ben építették. A folyón található legnagyobb víztározó az 1966-ban létrehozott Partizanszkei-víztározó, amely az öntözés mellett fontos szerepet játszik Szimferopol vízellátásában. Emellett több kisebb víztározó is található a folyón, amelyeket öntözésre használnak.
A folyó mellett zajlott 1854. szeptember 20-án a krími háború egyik csatája, az almai csata a francia–brit–török szövetséges, valamint az orosz csapatok között. A szövetséges csapatok győzelmének tiszteletére az Alma-folyóról nevezték el Párizsban a Szajna egyik hídját.
A folyóról kapta a nevét az 1894-ben felfedezett 390 Alma kisbolygó.